# Municipio de Dahlgren (Illinois)
El municipio de Dahlgren (en inglés: Dahlgren Township) es un municipio ubicado en el condado de Hamilton en el estado estadounidense de Illinois. En el año 2010 tenía una población de 1220 habitantes y una densidad poblacional de 8,66 personas por km².

## Geografía
El municipio de Dahlgren se encuentra ubicado en las coordenadas 38°11′29″N 88°39′24″O / 38.19139, -88.65667. Según la Oficina del Censo de los Estados Unidos, el municipio tiene una superficie total de 140.81 km², de la cual 140,59 km² corresponden a tierra firme y (0,16 %) 0,22 km² es agua.

## Demografía
Según el censo de 2010, había 1220 personas residiendo en el municipio de Dahlgren. La densidad de población era de 8,66 hab./km². De los 1220 habitantes, el municipio de Dahlgren estaba compuesto por el 97,21 % blancos, el 1,15 % eran afroamericanos, el 0,16 % eran asiáticos, el 0,74 % eran de otras razas y el 0,74 % eran de una mezcla de razas. Del total de la población el 1,48 % eran hispanos o latinos de cualquier raza.